# Juraj Križanić

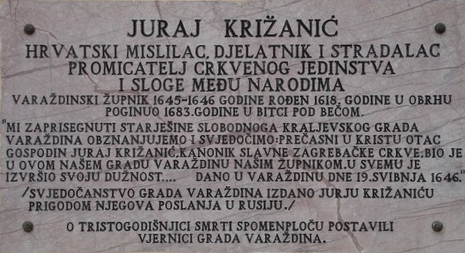
Gedenksteen in Varaždin, een van de woonplaatsen van Križanić

Juraj Križanić (Obrh bij Ribnik, ca. 1618 – Wenen, 12 september 1683) was een Kroatisch edelman, Rooms-katholiek priester, theoloog en missionaris. Hij wordt beschouwd als een van de voorlopers van het panslavisme.
Križanić werd geboren in een familie van lage adel. In de jaren 1629-1635 bezocht hij Jezuïtische scholen in Ljubljana en Zagreb en studeerde theologie in Bologna en Rome, waar hij vervolgens werd opgeleid om als Rooms-katholiek missionaris onder orthodoxe christenen te gaan werken. In 1647 reisde hij voor het eerst naar Moskou, waar hij het idee van een religieuze unie van de Rooms-katholieke en orthodoxe kerken bepleitte. In 1659 vertrok hij opnieuw naar Moskou, ditmaal voor een langer verblijf, en zette zich in voor vereniging van de Slaven onder de hegemonie van de tsaar. In 1661 werd hij om onbekende redenen naar Siberië verbannen en Križanić zou tot 1676 in Tobolsk blijven. Hier schreef hij zijn belangrijkste werken: 
- Gramatíčno izkâzanje ob rúskom jezíku (1659-1666), een ontwerp voor een op de Slavische talen gebaseerde taal en als zodanig de eerste grammatica van het Interslavisch,
- Razgowôri ob wladátelystwu (1663-1666, later uitgegeven onder de titel Politika), een in dezelfde Interslavische taal geschreven traktaat over de politiek, waarin hij de absolute monarchie in Rusland verdedigt.

In 1676 werd Križanić vrijgelaten, waarop hij eerst naar Moskou terugkeerde, vervolgens enkele jaren in Vilnius verbleef en ten slotte in Warschau terechtkwam. In 1683 reisde hij met de Poolse koning Jan III Sobieski mee naar Wenen om het Ottomaanse Rijk te bestrijden en kwam om het leven tijdens het Beleg van Wenen.
De meeste werken van Križanić zijn pas in de 19e eeuw gepubliceerd.